# Леонова (деревня)
Леонова — деревня в Братском районе Иркутской области России. Входит в состав Ключи-Булакского муниципального образования. Находится западнее реки Силоть (впадает в Братское водохранилище), примерно в 60 км к югу от районного центра, города Братска.

## Население
По данным Всероссийской переписи, в 2010 году численность населения деревни составляла 474 человек (213 мужчин и 261 женщина).
| 2002 | 2010 | 2011 | 2012 |
| ---- | ---- | ---- | ---- |
| 601  | ↘474 | ↘471 | ↗474 |

## Улицы
Уличная сеть деревни состоит из 8 улиц и 1 переулка.